# Catoblemma porphyris
Catoblemma porphyris là một loài bướm đêm trong họ Erebidae.